# Juniorat
Juniorat (inaczej: okres ślubów czasowych) – następujący po nowicjacie, pięcioletni okres w formacji zakonnej, podczas którego kandydaci do kapłaństwa lub siostry zakonne i bracia zakonni ponawiają co roku złożone śluby. Juniorat kończy się konsekracją wieczystą.